# Matouš Ulický
Matouš Ulický (okolo 1580? – 11. září 1627 Čáslav) byl český kališnický kněz, pobělohorský emigrant a posléze duchovní vůdce selského povstání v letech 1626–1627 ve středních a východních Čechách, které vyvrcholilo začátkem září 1627 tzv. bitvou na Neštětické hoře. Za účast ve vzpouře byl dopraven do Čáslavi, kde působil, a veřejně popraven rozčtvrcením.

## Život

### Mládí a studium
Datum jeho narození je historiky kladeno okolo roku 1580. V mládí nejspíše pobýval v Kostelci na Hané, kde působil jeho otec Jakub Ulický jako kališnický duchovní. Dosáhl kněžského vzdělání, mj. ovládal latinu. Po svém vysvěcení na kněze pak působil v tehdy ještě románském kostele svatého Jakuba Staršího v Kostelci na Hané. V době českého stavovského povstání odešel roku 1619 nebo 1620 do Čáslavi, kde se stal pomocným duchovním kališnického děkana Jana Nymburského v hlavním městském kostele sv. Petra a Pavla. V Čáslavi se také oženil. Po odchodu Jana Nymburského roku 1621 se pak stal čáslavským děkanem. Vlivem pro protestanty nepříznivě se vyvíjející situace v zemi po porážce povstání jej nakonec okolo roku 1623 donutila k odchodu do emigrace do nábožensky svobodnějších zemí.

### Selské povstání
Jakožto výsledek dlouhodobě neutěšené hospodářské a náboženské situace monarchie, zhoršené krutými robotními povinnostmi, vypukly v červnu 1626 na Chrudimsku a Čáslavsku selské nepokoje. Poddaní v houfem prchali do lesů, ozbrojovali se a plenili statky svých katolických pánů. Otec Jakub Ulický zemřel pak ve věku přibližně 80 let, asi roku 1626, ve vězení v Prostějově, o čemž se Matouš dozvěděl z korespondenčního listu.

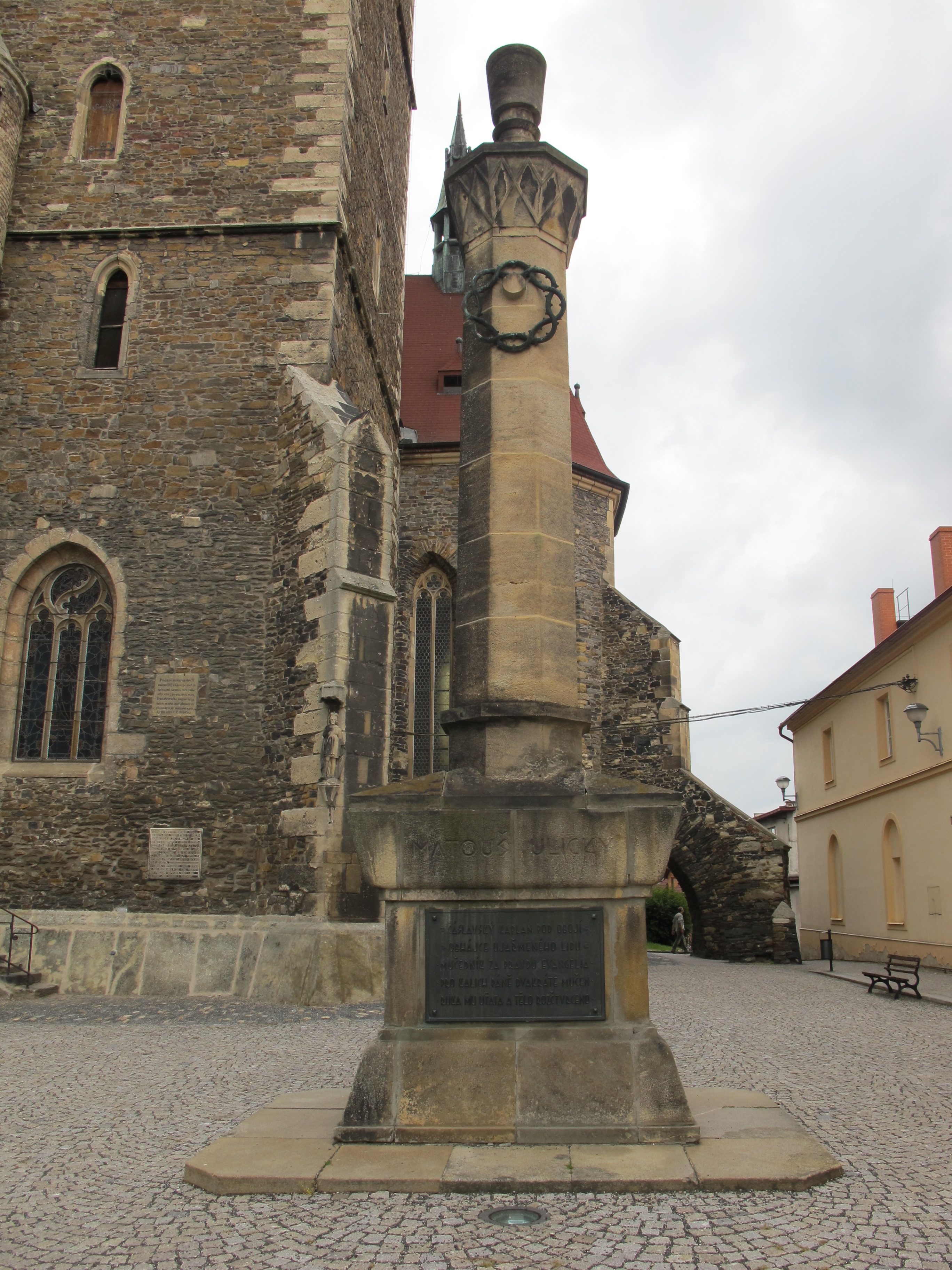
Památník Matěje Ulického z roku cca 1925 od arch. Bohumíra Kozáka v Čáslavi

V květnu 1627 bylo císařem Ferdinandem II. vydáno Obnovené zřízení zemské, které nadále odmítlo tolerovat protestantské vyznání na území Habsburské monarchie, což nadále zhoršilo vztahy mezi katolíky a protestanty. Zhruba v této době se Matouš Ulický v tajnosti do Čech vrátil. V červnu se v lesích mezi Kouřimí a Čáslaví zformovalo několik set ozbrojených sedláků, do jejichž čela se postavil právě Matouš Ulický a také šlechtic a vojenský velitel Adam Hodějovský z Hodějova. Ulický svolával k účasti na povstání další poddané a vystupal pak jako jeho hlavní duchovní. Během léta jeho počet povstalců narostl až na několik tisíc a v srpnu pak ozbrojený houf napadl kouřimské statky a nadále pak pokračoval v plenění cestou na Rataje nad Sázavou, Český Šternberk, Domašín a Vlašim na panství Pavla Michny z Vacínova. Přitáhl až k Benešovu a hradu Konopiště, odkud musel Pavel Michna uprchnout do Prahy. Začátkem září byl pak povstalci vypleněn zámek ve Svojšicích.
Z Prahy bylo pak vypraveno vojsko zemské hotovosti pod vedením Pavla Michny a majitele panství Votice Sezimy z Vrtby, které selské vojsko, oslabené zprávou o příchodu císařské armády od Prahy a následnými dezercemi, ve střetu na Neštětické hoře nedaleko Konopiště porazilo. Adam Hodějovský se po prohrané bitvě spasil útěkem. Matouš Ulický se pak ukrýval v Krchlebech, byl však následně zatčen a dopraven do Čáslavi.

### Poprava
Ulický byl obviněn z podněcování rebelií a podvracení moci císaře. V jeho spisech byly nalezeny letáky vybízející k povstání a také spisy zesměšňující papeže a odsouzen k exemplárnímu trestu vyhrazenému vlastizrádcům - poprava rozčtvrcením. Před popravou byl celkem dvakrát vyslýchán mučením. Rozsudek byl vykonán 11. září v prostoru městského popraviště Na Stínadlech, na připraveném dřevěném lešení. Údajně byl k popravišti veden v obklopení mušketýrů, kteří mířili do okolních oken, neboť nikdo nesměl s odsouzeným před popravou mluvit ba ani na něj pohlédnout. Popravě byl osobně přítomen také Pavel Michna na další úředníci. Na popravišti mu kat napřed uťal pravou ruku, kterou Ulický užíval ke kněžskému svěcení, následně jej pak sťal a oddělil další končetiny. Tělo pak rok nesmělo být pohřbeno a bylo zde veřejně vystaveno.
Roku 1922 byla na místě popraviště Na Stínadlech odhalena Ulickému pamětní deska. Před kostelem sv. Petra a Pavla, kde Ulický působil, byl u příležitosti 500. výročí Ulického popravy okolo roku 1925 vztyčen kamenný památník v podobě sloupu se symbolem kalicha a pamětní deskou podle návrhu Bohumíra Kozáka.

### V umění
Roku 1883 věnoval Ulickému jednu ze svých balad Adolfa Heyduka básnického cyklu Za volnost a víru, roku 1886 jeho postavu tematizoval také Jaroslav Vrchlický. Matouš Ulický je pod jménem Matyáš Ulický zobrazen v románu Aloise Jiráska Temno vydaného roku 1915, popisující pobělohorské období a násilnou rekatolizaci.